# رنسانس (فیلم)
رنسانس (به انگلیسی: Renaissance) یک پویانمایی است که داستان آن در سال ۲۰۵۴ میلادی می‌گذرد

## داستان
داستان درباره چند پزشک است که در سال ۲۰۰۶ به راز جاودانگی دست پیدا می‌کنند و در سال ۲۰۵۴ عاقبت آن را می‌بینند.

## اطلاعات فنی
- مدت:۱۰۵ دقیقه
- سیاه و سفید با کنتراست بالا (چند صحنهٔ کوچک رنگی هم دیده می‌شود.)